# 13-я кавалерийская дивизия (Российская империя)
13-я кавалерийская дивизия — кавалерийское соединение в составе российской императорской армии. Штаб дивизии: Варшава. Входила в 14-й армейский корпус.

## История дивизии

### Боевые действия
На этапе стратегического развертывания вступила в первые столкновения с противником 3 — 4 августа 1914 г. Действовала в Ченстохово-Краковской операции в ноябре 1914 г., в Виленской операции в августе - сентябре 1915 г.

## Состав дивизии
- 1-я бригада (Варшава)
  - 13-й драгунский Военного Ордена генерал-фельдмаршала графа Миниха полк
  - 13-й уланский Владимирский полк
- 2-я бригада (Варшава)
  - 13-й гусарский Нарвский Е. И. К. В. Императора Германского Короля Прусского Вильгельма II полк
  - 2-й Оренбургский казачий воеводы Нагого полк
- 21-я батарея из состава 12-го конно-артиллерийского дивизиона (Варшава)

## Командование дивизии
(Командующий в дореволюционной терминологии означал временно исполняющего обязанности начальника или командира. Должности начальника дивизии соответствовал чин генерал-лейтенанта, и при назначении на эту должность генерал-майоров они оставались командующими до момента своего производства в генерал-лейтенанты).

### Начальники дивизии
- 27.07.1875 — 16.01.1878 — командующий генерал-майор фон Раден, Леонель Фёдорович
- 02.02.1878 — 25.12.1882 — генерал-майор (с 30.08.1880 генерал-лейтенант) Кульгачёв, Алексей Петрович
- 25.12.1882 — 20.11.1886 — генерал-майор (с 06.05.1884 генерал-лейтенант) Скобельцын, Пётр Евграфович
- 23.11.1886 — 25.04.1897 — генерал-майор (с 30.08.1887 генерал-лейтенант) барон Мейендорф, Николай Егорович
- 04.05.1897 — 22.05.1903 — генерал-майор (с 06.12.1897 генерал-лейтенант) Таль, Александр Яковлевич
- 09.06.1903 — 11.03.1904 — генерал-лейтенант Шутлеворт, Николай Васильевич
- 22.05.1904 — 04.05.1907 — генерал-майор (с 06.12.1904 генерал-лейтенант) Сыкалов, Евгений Александрович
- 23.05.1907 — 01.05.1910 — генерал-лейтенант барон фон дер Ропп, Николай Васильевич
- 01.05.1910 — 08.03.1916 — генерал-лейтенант князь Туманов, Георгий Александрович
- 13.03.1916 — 22.04.1917 — командующий генерал-майор Чайковский, Николай Иванович
- 28.05.1917 — хх.хх.хххх — командующий генерал-майор Константинов, Вячеслав Александрович

### Начальники штаба дивизии
- 27.07.1875 — 05.12.1880 — полковник фон Гойер, Владимир Александрович
- 25.12.1880 — 16.03.1887 — полковник Лавров, Николай Нилович
- 21.03.1887 — 24.11.1895 — полковник Экк, Эдуард Владимирович
- 28.11.1895 — 08.01.1896 — полковник Рутковский, Александр Константинович
- 12.02.1896 — 03.09.1897 — полковник Юрковский, Владимир Иванович
- 14.09.1897 — 01.10.1899 — полковник Папенгут, Павел Оскарович
- 08.10.1899 — 16.04.1902 — полковник Любомиров, Павел Петрович
- 08.05.1902 — 11.05.1907 — полковник Мандрыко, Михаил Георгиевич
- 14.05.1907 — 15.06.1912 — полковник Абрамов, Фёдор Фёдорович
- 06.07.1912 — 25.06.1915 — полковник Максимович, Клавдий Иннокентьевич
- 11.07.1915 — 22.03.1917 — и. д. подполковник (с 15.08.1916 полковник) фон Дрейлинг, Роман Константинович
- 28.03.1917 — хх.хх.хххх — полковник Моравицкий, Константин Александрович

### Командиры 1-й бригады
- 27.07.1875 — после 01.04.1880 —  генерал-майор Даме, Александр Карлович
- 01.07.1880 — 31.10.1881 — генерал-майор Свиты Е. И. В. Пушкин, Александр Александрович
- 31.10.1881 — 16.07.1891 — генерал-майор Языков, Николай Константинович
- 30.07.1891 — 01.12.1899 — генерал-майор Лихтанский, Николай Зиновьевич
- 25.01.1900 — 10.01.1905 — генерал-майор Крыжановский, Дмитрий Викторович
- 15.01.1905 — 16.06.1908[7] — генерал-майор фон Крузенштерн, Алексей Карлович
- 04.08.1908 — 12.05.1910 — генерал-майор князь Мышецкий, Пётр Николаевич
- 12.05.1910 — 17.09.1912 — генерал-майор Панчулидзев, Евгений Алексеевич
- 17.09.1912 — 10.11.1915 — генерал-майор фон Круг, Виктор Платонович
- 10.11.1915 — 02.01.1916 — генерал-майор Красовский, Александр Аполлинариевич
- 07.01.1916 — 11.03.1917 — генерал-майор Вивьен де Шатобрен, Иосиф Иосифович
- 24.04.1917 — хх.хх.1917 — полковник (с 27.08.1917 генерал-майор) Звегинцов, Николай Иванович

### Командиры 2-й бригады
- 27.07.1875 — 07.05.1877 — генерал-майор Кульгачёв, Алексей Петрович
- 07.05.1877 — 28.06.1879 — генерал-майор Бодиско, Константин Константинович
- 28.06.1879 — после 01.09.1880 — генерал-майор Рейсиг, Александр Карлович
- 11.10.1880 — 09.06.1885 — генерал-майор Мацилевич, Николай Иосифович
- 09.06.1885 — 06.11.1891 — генерал-майор Вонлярлярский, Николай Михайлович
- 06.11.1891 — 11.06.1895 — генерал-майор Эристов, Давид Евстафьевич
- 28.06.1895 — 20.01.1901 — генерал-майор Клавер, Николай Карлович
- 26.03.1901 — 18.02.1904 — генерал-майор барон фон дер Ропп, Николай Васильевич
- 23.03.1904 — 13.11.1904 — генерал-майор Эйхгольц, Александр Рудольфович
- 02.12.1904 — 04.08.1908 — генерал-майор князь Мышецкий, Пётр Николаевич
- 04.08.1908 — 19.07.1914 — генерал-майор Ванновский, Глеб Михайлович
- 25.06.1915 — 02.07.1915 — генерал-майор Товарищев, Сергей Павлович
- 06.04.1916 — 26.06.1916 — генерал-майор Ярминский, Александр Францевич
- 26.06.1916 — 17.12.1916 — генерал-майор Залесский, Пётр Иванович
- 04.01.1917 — хх.хх.хххх — генерал-майор Ярминский, Александр Францевич

### Командиры 21-й батареи
- 14.01.1885-06.05.1895 — подполковник А. В. Уткевич
- 06.05.1895-16.06.1900 — подполковник В. И. Курашевич
- 16.06.1900 — 25.09.1911 — капитан (с 28.08.1900 подполковник) Бриммер, Николай Александрович
- 19.10.1911 — 21.09.1917 — подполковник (с 22.09.1916 полковник) Сарандинаки, Владимир Иванович
- 21.09.1917 — хх.хх.хххх — командующий капитан Чукреев, Николай Николаевич